# Recopa Sudamericana 2003
La Recopa Sudamericana 2003 fue la undécima edición del torneo organizado por la Confederación Sudamericana de Fútbol, y la primera que enfrentó al campeón de la Copa Libertadores de América con el campeón de la Copa Sudamericana.
La disputaron Olimpia de Paraguay, ganador de la Copa Libertadores 2002, y San Lorenzo de Argentina, vencedor de la Copa Sudamericana 2002. Los equipos se enfrentaron el día 12 de julio de 2003 en un único encuentro disputado en el Coliseo Conmemorativo de la ciudad de Los Ángeles, Estados Unidos. El cuadro paraguayo se coronó campeón al ganar el partido por 2-0, alcanzando así su segundo título en la competición.
Erróneamente, esta edición ha sido registrada por Rec.Sport.Soccer Statistics Foundation (RSSSF) como correspondiente a la temporada 2002, lo cual no es efectivo, ya que la Confederación Sudamericana de Fútbol (Conmebol) confirmó en 2007 que se trata de la edición de 2003 del torneo internacional.

## Equipos participantes
|  | Olimpia     |  | Bandera de Paraguay  |  | Campeón de la Copa Libertadores (2002) |
|  | San Lorenzo |  | Bandera de Argentina |  | Campeón de la Copa Sudamericana (2002) |

## Sede
| Estados Unidos      |                       |
| Ciudad              | Estadio               |
| Los Ángeles         | Coliseo Conmemorativo |
|                     |                       |
| 78 467 espectadores |                       |

## El partido
| Bandera de Paraguay | vs. | Bandera de Argentina |
| Olimpia 2           | vs. | San Lorenzo 0        |

| 12 de julio de 2003, 19:00 (UTC-7) | Olimpia                       | 2:0 (1:0) | San Lorenzo | Coliseo Conmemorativo, Los Ángeles                      |                                                         |
|                                    | López 28' · Enciso 69' (pen.) |           |             | Asistencia: 8 000 espectadores Árbitro(s): Carlos Simon | Asistencia: 8 000 espectadores Árbitro(s): Carlos Simon |

| 1          | POR        | Ricardo Tavarelli    |     |
| 2          | DEF        | Néstor Isasi         |     |
| 5          | DEF        | Julio César Cáceres  |     |
| 3          | DEF        | Nelson Zelaya        |     |
| 15         | DEF        | Mateo Corbo          |     |
| 16         | MED        | Sergio Órteman       |     |
| 6          | MED        | Julio César Enciso   |     |
| 17         | MED        | Francisco Esteche    |     |
| 10         | MED        | Miguel Benítez       | 65' |
| 11         | DEL        | Guido Alvarenga      |     |
| 9          | DEL        | Hernán Rodrigo López | 83' |
| Entrenador | Entrenador | Luis Cubilla         |     |

| 1          | POR        | Sebastián Saja          |     |
| 13         | DEF        | Leandro Álvarez         |     |
| 32         | DEF        | Gonzalo Rodríguez       |     |
| 3          | DEF        | Claudio Morel Rodríguez |     |
| 4          | DEF        | Aldo Paredes            |     |
| 24         | MED        | Damián Luna             |     |
| 5          | MED        | Pablo Michelini         |     |
| 8          | MED        | Mariano Herrón          |     |
| 22         | MED        | Cristian Zurita         | 58' |
| 9          | DEL        | Alberto Acosta          |     |
| 6          | DEL        | Nicolás Frutos          |     |
| Entrenador | Entrenador | Rubén Darío Insúa       |     |

| 20 | DEL | Gilberto Palacios | 65' |
| 7  | DEL | Mauro Caballero   | 83' |

| 17 | DEL | Carlos Cordone | 58' |

| Anotado         | 28' | Hernán Rodrigo López | 1:0 |
| Anotado · Penal | 69' | Julio César Enciso   | 2:0 |

|  |  |  |  |

| Amonestado | 52' | Guido Alvarenga |

| Amonestado | 15' | Pablo Michelini         |
| Amonestado | 43' | Mariano Herrón          |
| Amonestado | 48' | Claudio Morel Rodríguez |

| Árbitro             | Carlos Simon  |
| Árbitros asistentes | José Oliveira |
| Árbitros asistentes | Valter Reis   |
| Cuarto árbitro      | Ali Saheli    |

| 1          | POR        | Ricardo Tavarelli    |     |
| 2          | DEF        | Néstor Isasi         |     |
| 5          | DEF        | Julio César Cáceres  |     |
| 3          | DEF        | Nelson Zelaya        |     |
| 15         | DEF        | Mateo Corbo          |     |
| 16         | MED        | Sergio Órteman       |     |
| 6          | MED        | Julio César Enciso   |     |
| 17         | MED        | Francisco Esteche    |     |
| 10         | MED        | Miguel Benítez       | 65' |
| 11         | DEL        | Guido Alvarenga      |     |
| 9          | DEL        | Hernán Rodrigo López | 83' |
| Entrenador | Entrenador | Luis Cubilla         |     |

| 1          | POR        | Sebastián Saja          |     |
| 13         | DEF        | Leandro Álvarez         |     |
| 32         | DEF        | Gonzalo Rodríguez       |     |
| 3          | DEF        | Claudio Morel Rodríguez |     |
| 4          | DEF        | Aldo Paredes            |     |
| 24         | MED        | Damián Luna             |     |
| 5          | MED        | Pablo Michelini         |     |
| 8          | MED        | Mariano Herrón          |     |
| 22         | MED        | Cristian Zurita         | 58' |
| 9          | DEL        | Alberto Acosta          |     |
| 6          | DEL        | Nicolás Frutos          |     |
| Entrenador | Entrenador | Rubén Darío Insúa       |     |

| 20 | DEL | Gilberto Palacios | 65' |
| 7  | DEL | Mauro Caballero   | 83' |

| 17 | DEL | Carlos Cordone | 58' |

| Anotado         | 28' | Hernán Rodrigo López | 1:0 |
| Anotado · Penal | 69' | Julio César Enciso   | 2:0 |

|  |  |  |  |

| Amonestado | 52' | Guido Alvarenga |

| Amonestado | 15' | Pablo Michelini         |
| Amonestado | 43' | Mariano Herrón          |
| Amonestado | 48' | Claudio Morel Rodríguez |

| Árbitro             | Carlos Simon  |
| Árbitros asistentes | José Oliveira |
| Árbitros asistentes | Valter Reis   |
| Cuarto árbitro      | Ali Saheli    |

|                            |
| Bandera de Paraguay        |
| Campeón Olimpia 2.º título |